# Raúl Fernández-Cavada Mateos
Raúl Fernández-Cavada Mateos (nascut el 13 de març de 1988 a Bilbao, Biscaia), conegut com a Raúl, és un futbolista professional basc que juga com a porter pel Deportivo Alavés.

## Carrera futbolística
Raúl es va formar a les categories inferiors de l'Athletic Club de Bilbao a Lezama amb només 10 anys. Va debutar com a professional amb el filial de l'Athletic a la tercera divisió, llavors va passar dues temporades cedit a la mateixa categoria, primer amb la UB Conquense i després amb el Granada: amb els andalusos, va ser el jugador més utilitzat a la seva posició en el retorn a segona divisió després d'una absència de més de dues dècades.
Raúl va ser definitivament del primer equip de l'Athletic de Bilbao a la temporada 2010–11, després de la retirada del veterà Armando. El 23 d'abril de 2011, Raúl va ser titular, ja que el porter habitual Gorka Iraizoz estava suspès després de la seva cinquena targeta groga de la temporada, fent el seu debut a la primera divisó, en un bon partit que va acabar en un 2–1 guanyant a casa contra la Reial Societat.
El 10 de juliol de 2013, Raúl fou cedit al CD Numancia de segona divisió. El 18 de juliol de l'any següent, va marxar al Racing de Santander de la mateixa categoria, amb un any de contracte.
El 22 de gener de 2015, Raúl va acabar contracte amb els càntabres, i va marxar al Reial Valladolid hores després. El 30 de juny, després d'haver fet de suplent de Javi Varas, va signar amb el CD Mirandés també de segona divisió.
L'1 de juliol de 2016, després de jugar 49 partits durant la seva primera i única temporada, agent lliure Raúl va fitxar pel Llevant UE. El 23 de juliol de 2018, va signar amb la UD Las Palmas per tres anys.
L'abril de 2019, Fernández es va lesionar durant un partit contra el Cadis CF. Inicialment s'esperava perdre la resta de la temporada a causa d'una lesió a la mà i al genoll esquerre, i també es va passar tota la 2019–20 de baixa. Després de patir un contratemps en la seva recuperació, va ser objecte d'acomiadament pel seu club, que el va deixar sense registrar fins al gener de 2021; tot i que la decisió fou finalment revocada.

## Palmarès
Granada
- Segona Divisió: 2022–23[11]
- Segona Divisió B: 2009–10

Llevant
- Segona Divisió: 2016–17[12]

Individual
- Trofeu Zamora (Segona Divisió): 2016–17,[13] 2022–23[14]